# 邵嘉縝
邵嘉縝，清帝國官員，本籍中國江蘇。 1892年（光緒18年），邵嘉縝接替李聯珪，於福建台灣省擔任台灣府嘉義縣知縣，掌管福建台灣省境內曾文溪以北，北港溪以南一帶之政事。
1895年，福建台灣省遭清朝割讓予臺，他奉旨內渡。因此，除了之後的台灣民主國孫育萬之外，他實為台灣清治時期之末任嘉義縣知縣。
| 前任： 李聯珪 | 清帝國福建台灣省嘉義縣知縣 1892年上任 |